# Jimmy Barnes
James Dixon Swan, známý pod uměleckým jménem Jimmy Barnes (* 28. dubna 1956 Glasgow), je australský rockový zpěvák skotského původu. Jeho otec, Jim Swan, byl profesionální boxer a jeho starší bratr John Swan (* 1952) je též rockovým zpěvákem. Byl to vlastně John, kdo ho podporoval a naučil zpívat, i když v té době o to neměl zájem. Jako sólový zpěvák rockové skupiny Cold Chisel se stal jedním z nejpopulárnějších a nejprodávanějších australských umělců všech dob. V žebříčku Australian Top 40 albums měl 14 alb se skupinou Cold Chisel a 13 sólových alb, z toho devět na prvním místě, čímž se stal australským umělcem s nejvyšším počtem alb.
Jimmy Barnes se narodil v Glasgowě ve Skotsku a přišel do Adelaide v Austrálii když mu byly čtyři roky. Společně s ním tam přišli i rodiče Jim a Dorothy Swanovi, a sourozenci John, Dororthy, Linda, Lisa a Alan.

## Diskografie

### Studiová alba
- Bodyswerve (1984)
- For the Working Class Man (1985)
- Freight Train Heart (1987)
- Two Fires (1990)
- Soul Deep (1991)
- Heat (1993)
- Flesh and Wood (1993)
- Psyclone (1995)
- Love and Fear (1999)
- Soul Deeper (2000)
- Double Happiness (2005)
- Out in the Blue (2007)
- The Rhythm and the Blues (2009)
- Rage And Ruin (2010)